# Louis-Eugène Cœdès
Louis-Eugène Cœdès (\se.dɛs\), né en 1810 à Paris et mort dans la même ville le 24 septembre 1905, est un peintre français.

## Biographie
Louis-Eugène Cœdès est le fils de Louis Jean Stanislas Cœdès et de Marie Françoise Eugénie Deschamps.
Élève de Léon Cogniet, il débute au Salon en 1831.
Il obtient une mention honorable en 1861. En 1870, il réside Rue Bayard (Paris).
Il meurt à son domicile parisien de l'Avenue de Montespan le 24 septembre 1905.
Il épouse en 1837 Alexandrine Carette. Leur premier fils, Louis Albert (1838-1881), épouse Marie Mongin (leur fils est André Cœdès-Mongin, organiste et compositeur) ; leur deuxième fils est le compositeur Auguste Cœdès ; leur troisième fils épouse Marie Carette : ils sont les parents de George Cœdès, archéologue et historien. La grand-mère de Louis-Eugène Cœdès était Marie-Elisabeth Lechantre des Brunetières (1751-1818), auteure d'une méthode de musique et de piano.

## Œuvres dans les collections publiques
- Chartres, musée des Beaux-Arts : Portrait de Gustave Leprince (Voir sur Wikidata), toile ovale, 63 × 52 cm, don de M. Gilbert (Victor)[4]